# Cephaloscyllium signourum
Cephaloscyllium signourum  (лат.) — малоизученный вид рода головастых акул, семейство кошачьих акул (Scyliorhinidae).

## Таксономия
В 1994 году ведущие исследователи CSIRO Питер Ласт и Джон Стивенс официально признали неописанный вид рода головастых акул, имеющий пёстрый окрас, дав ему название Cephaloscyllium «sp. E.». Поздние исследования показали, что на самом деле под видом Cephaloscyllium «sp. E.» подразумевали Cephaloscyllium speccum и Cephaloscyllium signourum, описанный в 2008 году в публикации CSIRO. Видовое название signourum  происходит от слов лат. signum, которое означает «флаг» и греч. ουρά— «хвост» и ссылается на специфические отметины на хвосте этой акулы. Типовой экземпляр представлял собой самку длиной 74 см, пойманную в национальном заповеднике Lihou Reef and Cays, недалеко от Квинсленда.

## Ареал
Cephaloscyllium signourum  встречаются у берегов острова Маррэй и Lihou Ree на северо-востоке Квинсленда, Новой Каледонии, Вануату и Фиджи. Эта донная акула обитает на глубине 480—700 м.

## Описание
Достигает длины не менее 74 см, максимальная длина 1 м. Это акула крепким телом и короткой, широкой и сильно приплюснутой головой. Морда закруглённая. Ноздри окружены складками кожи, которые не достигают рта. Щелевидные глаза расположены высоко. Рот короткий и широкий, борозды по углам отсутствуют. Во рту имеются 84 верхних и 97 нижних зубных рядов. Верхние зубы видны, даже когда рот закрыт. Четвёртая и пятая жаберные щели расположены над грудными плавниками и короче первых трёх.
Узкий кончик первого спинного плавника закруглён. Первый спинной плавник больше и выше второго. Его основание лежит за передней половиной основания брюшных плавников. Грудные плавники крупные и широкие, немного заострены. Второй спинной плавник начинается перед основанием анального плавника. Анальный плавник намного крупнее второго спинного плавника. Широкий хвостовой плавник имеет хорошо развитую нижнюю лопасть и глубокую вентральную выемку у кончика верхней лопасти. Брюшные плавники маленькие. Кожа толстая, покрыта многочисленными, перекрывающими друг друга плакоидными чешуйками с одним зубцом. Окрас коричневый, по спине разбросаны 9—10 тёмных пятен седловидной формы, имеются тёмные отметины на плавниках, на верхнем кончике хвостового плавника есть характерная V-образная отметина. Брюхо однотонного белого цвета. Спина молодых акул жёлтого цвета с поперечными тёмными полосами, которые с возрастом превращаются в седловидные пятна. Пара петель позади глаз соединяются, образуя изогнутую линию.

## Биология и экология
Подобно прочим головастым акулам австралийские головастые акулы способны накачиваться водой или воздухом, будучи вытащенными из воды, и раздуваться в случае опасности; таким способом они расклиниваются в щелях, не позволяя себя схватить, и даже отпугивают хищника.

## Взаимодействие с человеком
В местах обитания  Cephaloscyllium signourum  интенсивное глубоководное рыболовство не ведётся. Этот вид сам по себе встречается редко. Данных для оценки состояния сохранности недостаточно.